# Meta nigra
Meta nigra là một loài nhện trong họ Tetragnathidae.
Loài này thuộc chi Meta. Meta nigra được miêu tả năm 1920 bởi Franganillo.